# Rungkut Kidul
Rungkut Kidul is een bestuurslaag in het regentschap Soerabaja van de provincie Oost-Java, Indonesië. Rungkut Kidul telt 18.384 inwoners (volkstelling 2010).